# Domra

Domra (ryska: домра) är ett ryskt knäpp- eller stränginstrument i lutfamiljen med 3–4 metallsträngar och rund kropp. Den spelas ofta tillsammans med balalajka. Karakteristiskt för domran är den långa halsen. Instrumentet brukar spelas med ett plektrum.
Förutom de tresträngade domra (stämda i kvarter) finns också en fyrsträngad version, som stäms i kvinter på samma sätt som fiol och mandolin. Ett liknande instrument är den ukrainska kobza.
Domra finns i olika storlekar, från piccolo till kontrabas. Det sistnämnda instrumentet är nästan en meter långt med ett halvklot på ca 80 cm som resonanslåda.

## Historia
Namnet Domra förekommer i den ryska litteraturen redan under 1500-talet. Domran var under denna tid framför allt ett musikinstrument för gycklare. Under 1600-talet förföljdes gycklarskrået av tsaren och kyrkan, vilket ledde till att instrumenten slogs sönder och brändes. Därmed försvann domran helt. Dokumentationen är bristfällig , det finns inga avbildningar och endast några mindre noteringar.
I slutet av 1800-talet rekonstruerades den tresträngade domran av Vasilij Andrejev. Den byggdes i samma storlekar som violinfamiljens: piccolo, prim, alt, tenor, bas och kontrabas. Den fyrsträngade domran skapades i början av 1900-talet.